# Fußballclub Carl Zeiss Jena 2009-2010
Questa voce raccoglie le informazioni riguardanti il Fußballclub Carl Zeiss Jena nelle competizioni ufficiali della stagione 2009-2010.

## Stagione
Nella stagione 2009-2010 il Carl Zeiss Jena, allenato da René van Eck, concluse il campionato di 3. Liga al 5º posto.

## Rosa
| N. |                         | Ruolo | Calciatore        |
| -- | ----------------------- | ----- | ----------------- |
| 1  | Germania (bandiera)     | P     | Carsten Nulle     |
| 2  | Germania (bandiera)     | D     | Tim Petersen      |
| 3  | Germania (bandiera)     | D     | Philipp Röppnack  |
| 3  | Germania (bandiera)     | D     | André Schmidt     |
| 4  | Paesi Bassi (bandiera)  | D     | Quido Lanzaat     |
| 5  | RD del Congo (bandiera) | D     | Assani Lukimya    |
| 6  | Germania (bandiera)     | C     | Carsten Sträßer   |
| 7  | Germania (bandiera)     | C     | Torsten Ziegner   |
| 8  | Germania (bandiera)     | D     | Ralf Schmidt      |
| 9  | Germania (bandiera)     | C     | Michael Gardawski |
| 10 | Curaçao (bandiera)      | A     | Orlando Smeekes   |
| 11 | Germania (bandiera)     | A     | Sebastian Hähnge  |
| 12 | Germania (bandiera)     | P     | Patrick Siefkes   |
| 13 | Germania (bandiera)     | C     | Jan-André Sievers |
| 14 | Germania (bandiera)     | D     | Marco Riemer      |
| 15 | Germania (bandiera)     | C     | Richard Kolitsch  |
| 16 | Germania (bandiera)     | D     | Denis Osadchenko  |

| N. |                        | Ruolo | Calciatore          |
| -- | ---------------------- | ----- | ------------------- |
| 17 | Germania (bandiera)    | D     | Timo Nagy           |
| 18 | Germania (bandiera)    | D     | Tim Wuttke          |
| 20 | Germania (bandiera)    | A     | Exauce Mayombo      |
| 21 | Germania (bandiera)    | C     | Jens Truckenbrod    |
| 22 | Germania (bandiera)    | D     | Felix Holzner       |
| 23 | Germania (bandiera)    | A     | Martin Ullmann      |
| 24 | Germania (bandiera)    | A     | Soufian Benyamina   |
| 25 | Germania (bandiera)    | P     | Martin Dwars        |
| 26 | Germania (bandiera)    | C     | Patrick Amrhein     |
| 27 | Germania (bandiera)    | C     | Sören Eismann       |
| 28 | Germania (bandiera)    | D     | Christoph Grabinski |
| 29 | Germania (bandiera)    | A     | Stefan Kolb         |
| 30 | Germania (bandiera)    | C     | René Eckardt        |
| 31 | Paesi Bassi (bandiera) | A     | Melvin Holwijn      |
| 32 | Germania (bandiera)    | D     | Benjamin Fuß        |
| 34 | Germania (bandiera)    | C     | Stefan Kühne        |

## Organigramma societario
Area tecnica
- Allenatore: René van Eck
- Allenatore in seconda: Mark Zimmermann
- Preparatore dei portieri: Stefan Fleischhauer
- Preparatori atletici:

## Calciomercato

### Sessione estiva
| Acquisti | Acquisti            | Acquisti            | Acquisti |
| R.       | Nome                | da                  | Modalità |
| -------- | ------------------- | ------------------- | -------- |
| D        | Assani Lukimya      | Hansa Rostock       |          |
| A        | Soufian Benyamina   | Union Berlino U19   |          |
| C        | Sören Eismann       | Carl Zeiss Jena II  |          |
| D        | Christoph Grabinski | Carl Zeiss Jena U19 |          |
| D        | Quido Lanzaat       | CSKA Sofia          |          |
| D        | Timo Nagy           | Unterhaching        |          |
| D        | Denis Osadchenko    | Carl Zeiss Jena U19 |          |
| P        | Patrick Siefkes     | Carl Zeiss Jena U19 |          |
| C        | Jan-André Sievers   | Kickers Emden       |          |
| A        | Orlando Smeekes     | Kickers Stoccarda   |          |
| C        | Jens Truckenbrod    | Dinamo Dresda       |          |

| Cessioni | Cessioni             | Cessioni           | Cessioni |
| R.       | Nome                 | a                  | Modalità |
| -------- | -------------------- | ------------------ | -------- |
| D        | Hervé Bochud         | Carl Zeiss Jena II |          |
| A        | Dominik Eggemann     | VfB Pößneck        |          |
| A        | Lars Fuchs           | Carl Zeiss Jena II |          |
| C        | Niels Hansen         | Osnabrück          |          |
| C        | Sebastian Heidel     | VfL Halle 1896     |          |
| C        | Naoya Kikuchi        | Oita Trinita       |          |
| C        | Richard Kolitsch     | Energie Cottbus II |          |
| P        | Daniel Kraus         | Carl Zeiss Jena II |          |
| A        | Exauce Mayombo       | Carl Zeiss Jena II |          |
| D        | Robert Müller        | Holstein Kiel      |          |
| A        | Danny Reuther        | Meuselwitz         |          |
| A        | André Schembri       | Austria Kärnten    |          |
| D        | Amadeus Wallschläger | Carl Zeiss Jena II |          |
| P        | Gabriel Wüthrich     | Lugano             |          |

### Sessione invernale
| Acquisti | Acquisti          | Acquisti | Acquisti |
| R.       | Nome              | da       | Modalità |
| -------- | ----------------- | -------- | -------- |
| C        | Michael Gardawski | Colonia  |          |

| Cessioni | Cessioni           | Cessioni         | Cessioni |
| R.       | Nome               | a                | Modalità |
| -------- | ------------------ | ---------------- | -------- |
| A        | Salvatore Amirante | Germania Windeck |          |

## Risultati

### 3. Liga

#### Girone di andata
| Arbitro: | Brych |

|                  |           |          |
| Smeekes 50’, 56’ | Marcatori | 74’ Bohl |

| Arbitro: | Kempter |

|                            |           |                        |
| Schuon 9’ Pinto 90’ (rig.) | Marcatori | 20’ Smeekes 32’ Riemer |

| Arbitro: | Gorniak |

|                                                    |           |  |
| Eckardt 8’ Smeekes 28’ Amirante 48’, 63’, 65’, 77’ | Marcatori |  |

| Aue-Bad Schlema 15 agosto 2009, ore 14:00 CEST 4ª giornata | Erzgebirge Aue | 0 – 0 referto | Carl Zeiss Jena | Erzgebirgsstadion (11 400 spett.)\| Arbitro: \| Fleischer \| |
| Arbitro:                                                   | Fleischer      |               |                 |                                                              |

| Arbitro: | Leicher |

|  |           |                             |
|  | Marcatori | 1’, 54’ Kammlott 40’ Semmer |

| Arbitro: | Aytekin |

|                                 |           |  |
| Lindemann 21’ Reichenberger 64’ | Marcatori |  |

| Arbitro: | Dankert |

|                        |           |               |
| Lukimya 13’ Riemer 80’ | Marcatori | 6’ Neumeister |

| Arbitro: | Dittrich |

|  |           |          |
|  | Marcatori | 72’ Kolb |

| Jena 12 settembre 2009, ore 14:15 CEST 9ª giornata | Carl Zeiss Jena | 0 – 0 referto | Wacker Burghausen | Ernst-Abbe-Sportfeld (6 948 spett.)\| Arbitro: \| Sönder \| |
| Arbitro:                                           | Sönder          |               |                   |                                                             |

| Arbitro: | Achmüller |

|                              |           |             |
| Kruppke 62’ (rig.) Kragl 69’ | Marcatori | 46’ Smeekes |

| Arbitro: | Blos |

|                                 |           |                   |
| Smeekes 52’ Amirante 82’ (rig.) | Marcatori | 32’, 80’ Testroet |

| Arbitro: | Thomsen |

|                                                       |           |  |
| Pospischil 25’ Ulm 41’ Mesic 77’ Pfingsten-Reddig 87’ | Marcatori |  |

| Arbitro: | Siebert |

|                         |           |  |
| Lukimya 72’ Holwijn 83’ | Marcatori |  |

| Arbitro: | Fischer |

|                              |           |               |
| Steegmann 42’, 64’ Kanca 76’ | Marcatori | 82’ Benyamina |

| Arbitro: | Glasmacher |

|                    |           |             |
| Mayombo 90’ (aut.) | Marcatori | 27’ Mayombo |

| Arbitro: | Kampka |

|  |           |                                             |
|  | Marcatori | 3’, 22’ Röttger 36’ (aut.) Kühne 75’ Müller |

| Arbitro: | Nowak |

|                                       |           |                 |
| Lukimya 62’ (aut.) Mayer 84’ Weil 90’ | Marcatori | 35’ Truckenbrod |

| Arbitro: | Schriever |

|            |           |  |
| Hähnge 42’ | Marcatori |  |

| Arbitro: | Dingert |

|  |           |             |
|  | Marcatori | 68’ Smeekes |

#### Girone di ritorno
| Arbitro: | Beitinger |

|               |           |            |
| Schönheim 73’ | Marcatori | 78’ Hähnge |

| Arbitro: | Kunzmann |

|  |           |          |
|  | Marcatori | 44’ Dorn |

| Monaco di Baviera 20 aprile 2010, ore 18:30 CEST 22ª giornata | Bayern Monaco II | 0 – 0 referto | Carl Zeiss Jena | Grünwalder Stadion (855 spett.)\| Arbitro: \| Osmers \| |
| Arbitro:                                                      | Osmers           |               |                 |                                                         |

| Arbitro: | Valentin |

|            |           |  |
| Hähnge 88’ | Marcatori |  |

| Arbitro: | Cortus |

|  |           |                                     |
|  | Marcatori | 4’ Smeekes 28’ Hähnge 56’ Benyamina |

| Arbitro: | Thomsen |

|           |           |                     |
| Nulle 90’ | Marcatori | 72’ (rig.) Barletta |

| Arbitro: | Kampka |

|  |           |                                  |
|  | Marcatori | 13’, 45’ (rig.) Smeekes 32’ Nagy |

| Arbitro: | Osmers |

|                                    |           |  |
| Lukimya 32’ Smeekes 41’ Hähnge 74’ | Marcatori |  |

| Arbitro: | Benedum |

|                     |           |                                       |
| Cappek 21’ Wolf 81’ | Marcatori | 2’ Hähnge 80’ (aut.) Wolf 84’ Smeekes |

| Arbitro: | Nowak |

|                             |           |           |
| Benyamina 29’ Gardawski 40’ | Marcatori | 9’ Banser |

| Arbitro: | Beitinger |

|             |           |                         |
| Artmann 43’ | Marcatori | 50’ Smeekes 86’ Holwijn |

| Jena 31 marzo 2010, ore 18:45 CEST 31ª giornata | Carl Zeiss Jena | 0 – 0 referto | Kickers Offenbach | Ernst-Abbe-Sportfeld (9 431 spett.)\| Arbitro: \| Dittrich \| |
| Arbitro:                                        | Dittrich        |               |                   |                                                               |

| Arbitro: | Petersen |

|                   |           |                  |
| Wohlfarth 1’, 60’ | Marcatori | 68’, 84’ Smeekes |

| Arbitro: | Aarnink |

|               |           |              |
| Gardawski 41’ | Marcatori | 72’ Bischoff |

| Arbitro: | Dankert |

|                                           |           |          |
| Truckenbrod 34’ Gardawski 67’ Smeekes 77’ | Marcatori | 4’ Kreis |

| Arbitro: | Gorniak |

|  |           |                                        |
|  | Marcatori | 59’ Hähnge 71’ Truckenbrod 79’ Amrhein |

| Arbitro: | Nowak |

|            |           |                           |
| Smeekes 1’ | Marcatori | 25’ Spann 89’ Schnatterer |

| Arbitro: | Ittrich |

|             |           |             |
| Fischer 17’ | Marcatori | 90’ Amrhein |

| Arbitro: | Aytekin |

|             |           |                            |
| Holwijn 29’ | Marcatori | 74’ Schipplock 90’ Hofmann |

## Statistiche

### Statistiche di squadra
| Competizione | Punti | In casa | In casa | In casa | In casa | In casa | In casa | In trasferta | In trasferta | In trasferta | In trasferta | In trasferta | In trasferta | Totale | Totale | Totale | Totale | Totale | Totale | DR  |
| Competizione | Punti | G       | V       | N       | P       | Gf      | Gs      | G            | V            | N            | P            | Gf           | Gs           | G      | V      | N      | P      | Gf     | Gs     | DR  |
| ------------ | ----- | ------- | ------- | ------- | ------- | ------- | ------- | ------------ | ------------ | ------------ | ------------ | ------------ | ------------ | ------ | ------ | ------ | ------ | ------ | ------ | --- |
| 3. Liga      | 60    | 19      | 9       | 5       | 5       | 28      | 20      | 19           | 7            | 7            | 5            | 26           | 24           | 38     | 16     | 12     | 10     | 54     | 44     | +10 |
| Totale       | 60    | 19      | 9       | 5       | 5       | 28      | 20      | 19           | 7            | 7            | 5            | 26           | 24           | 38     | 16     | 12     | 10     | 54     | 44     | +10 |

### Andamento in campionato
| Giornata  | 1 | 2 | 3 | 4 | 5 | 6 | 7 | 8 | 9 | 10 | 11 | 12 | 13 | 14 | 15 | 16 | 17 | 18 | 19 | 20 | 21 | 22 | 23 | 24 | 25 | 26 | 27 | 28 | 29 | 30 | 31 | 32 | 33 | 34 | 35 | 36 | 37 | 38 |
| --------- | - | - | - | - | - | - | - | - | - | -- | -- | -- | -- | -- | -- | -- | -- | -- | -- | -- | -- | -- | -- | -- | -- | -- | -- | -- | -- | -- | -- | -- | -- | -- | -- | -- | -- | -- |
| Luogo     | C | T | C | T | C | T | C | T | C | T  | C  | T  | C  | T  | T  | C  | T  | C  | T  | T  | C  | T  | C  | T  | C  | T  | C  | T  | C  | T  | C  | T  | C  | C  | T  | C  | T  | C  |
| Risultato | V | N | V | N | P | P | V | V | N | P  | N  | P  | V  | P  | N  | P  | P  | V  | V  | N  | P  | N  | V  | V  | N  | V  | V  | V  | V  | V  | N  | N  | N  | V  | V  | P  | N  | P  |
| Posizione | 4 | 4 | 1 | 2 | 6 | 8 | 6 | 5 | 7 | 10 | 9  | 14 | 11 | 12 | 13 | 14 | 15 | 12 | 11 | 12 | 13 | 14 | 11 | 10 | 8  | 7  | 7  | 6  | 5  | 4  | 5  | 5  | 5  | 5  | 4  | 5  | 5  | 5  |

Legenda:

Luogo: C = Casa; T = Trasferta. Risultato: V = Vittoria; N = Pareggio; P = Sconfitta.

### Statistiche dei giocatori
| S. Amirante    | 8  | 5  | 1 | 1 |
| P. Amrhein     | 19 | 2  | 2 | 0 |
| S. Benyamina   | 18 | 3  | 0 | 0 |
| M. Dwars       | 0  | 0  | 0 | 0 |
| R. Eckardt     | 15 | 1  | 1 | 0 |
| S. Eismann     | 0  | 0  | 0 | 0 |
| B. Fuß         | 5  | 0  | 1 | 0 |
| M. Gardawski   | 14 | 3  | 3 | 1 |
| C. Grabinski   | 0  | 0  | 0 | 0 |
| M. Holwijn     | 18 | 3  | 2 | 1 |
| F. Holzner     | 0  | 0  | 0 | 0 |
| S. Hähnge      | 29 | 7  | 2 | 1 |
| S. Kolb        | 15 | 1  | 2 | 0 |
| R. Kolitsch    | 1  | 0  | 0 | 0 |
| S. Kühne       | 23 | 0  | 5 | 0 |
| Q. Lanzaat     | 21 | 0  | 6 | 1 |
| A. Lukimya     | 32 | 3  | 3 | 1 |
| E. Mayombo     | 9  | 1  | 1 | 0 |
| T. Nagy        | 32 | 1  | 5 | 0 |
| C. Nulle       | 38 | 1  | 4 | 0 |
| D. Osadchenko  | 3  | 0  | 0 | 0 |
| T. Petersen    | 14 | 0  | 0 | 0 |
| M. Riemer      | 12 | 2  | 2 | 0 |
| P. Röppnack    | 0  | 0  | 0 | 0 |
| A. Schmidt     | 1  | 0  | 0 | 0 |
| R. Schmidt     | 22 | 0  | 7 | 0 |
| P. Siefkes     | 0  | 0  | 0 | 0 |
| J. Sievers     | 14 | 0  | 1 | 0 |
| O. Smeekes     | 36 | 17 | 6 | 1 |
| C. Sträßer     | 34 | 0  | 7 | 0 |
| J. Truckenbrod | 36 | 3  | 3 | 0 |
| M. Ullmann     | 3  | 0  | 0 | 0 |
| T. Wuttke      | 32 | 0  | 7 | 0 |
| T. Ziegner     | 16 | 0  | 6 | 0 |